# Neue Luppe
Die Neue Luppe, auch Luppe-Kanal genannt, ist ein künstlicher Nebenarm der Weißen Elster in Sachsen und wasserrechtlich ein Gewässer I. Ordnung. Sie ist bis zu ihrer Mündung der Hauptarm des Elster-Luppe-Flusssystems und führt mehr Wasser als die Weiße Elster selbst.

## Verlauf
Die Neue Luppe, in den Jahren 1934 bis 1938 angelegt, zweigt von dem ein Jahrzehnt zuvor vollendeten Elsterbecken, einem für den Hochwasserschutz in den Jahren 1908 bis 1927 geschaffenen Flussbecken, ab und fließt in großen Bögen annähernd parallel zum natürlichen Flussbett der Weißen Elster. Sie flankiert südlich des Stadtteiles Wahren den Auensee und nimmt unmittelbar darauf die Nahle, eine weitere Abzweigung aus dem Elsterbecken, auf. Auf ihrem Weg durch die Elster-Luppe-Aue münden ebenfalls linksseitig erst der Bauerngraben bei Lützschena-Stahmeln und dann die Alte Luppe nordöstlich der Domholzschänke in die Neue Luppe. Sie verlässt danach das Leipziger Stadtgebiet und fließt ab hier durch die Schkeuditzer Flur. Etwa zwei Kilometer vor ihrer Mündung in die Weiße Elster bei Rübsen zweigt auf der linken Seite die Luppe von der Neuen Luppe ab, wird von dieser aber nicht mehr gespeist.

## Ökologische Probleme
Der gerade Flusslauf führt zu einer erhöhten Fließgeschwindigkeit; der Fluss gräbt sich in der Folge immer tiefer ein, entzieht aber dadurch wie ein Entwässerungskanal dem umliegenden Auwald Wasser, der Grundwasserspiegel sinkt, der Auwald trocknet aus.

## Ursprüngliches Flusssystem
Beim Bau der Neuen Luppe wurden zahlreiche Nebenarme der Weißen Elster und der Luppe unterbrochen, zum Beispiel das Hundewasser, die damalige Alte Luppe und die Luppe selbst. Letztere mündet noch heute bei Schkopau in die Saale.

## Bilder

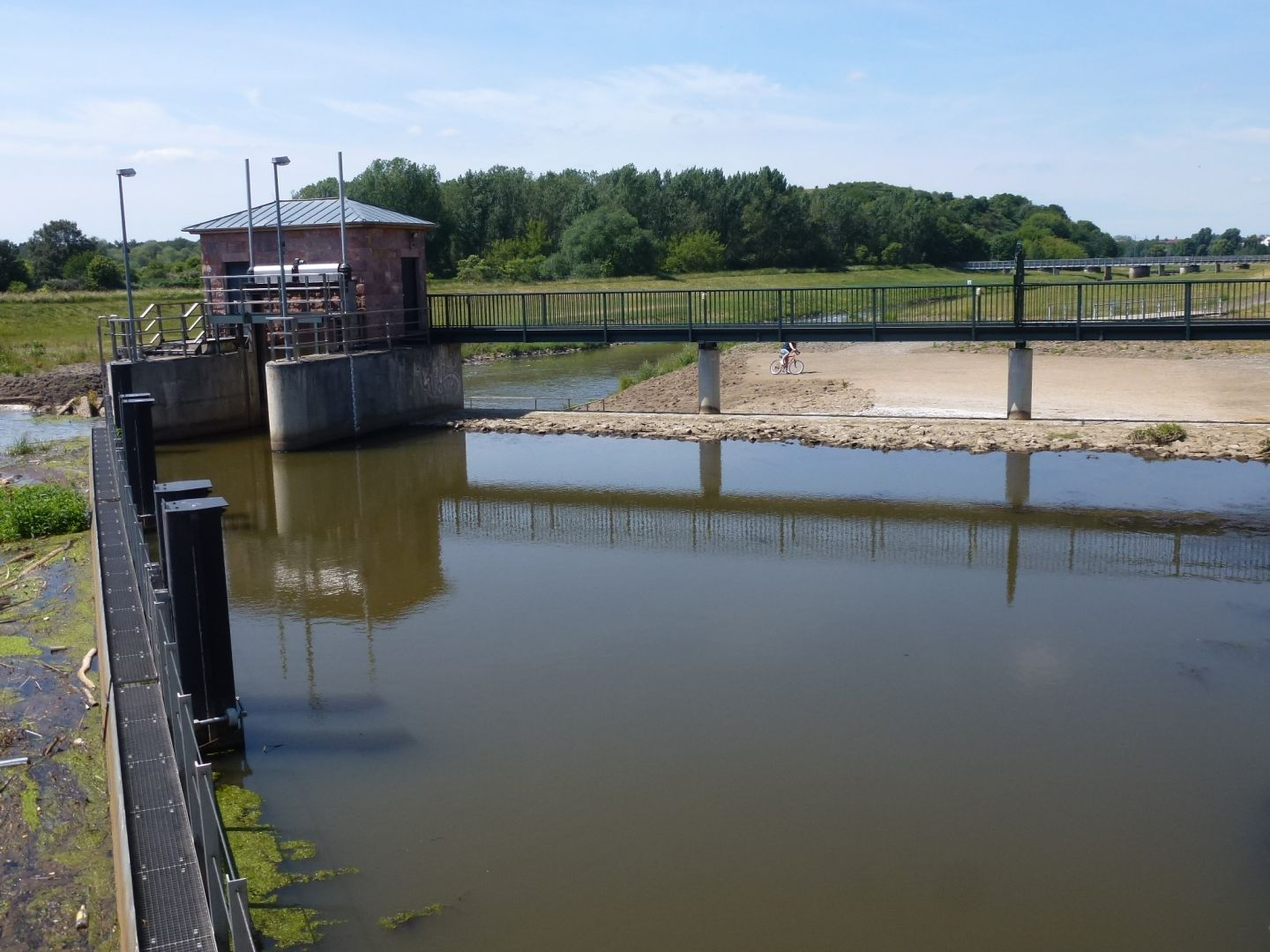
Wehr zwischen Elsterbecken und Neuer Luppe, im Hintergrund der Nahleberg
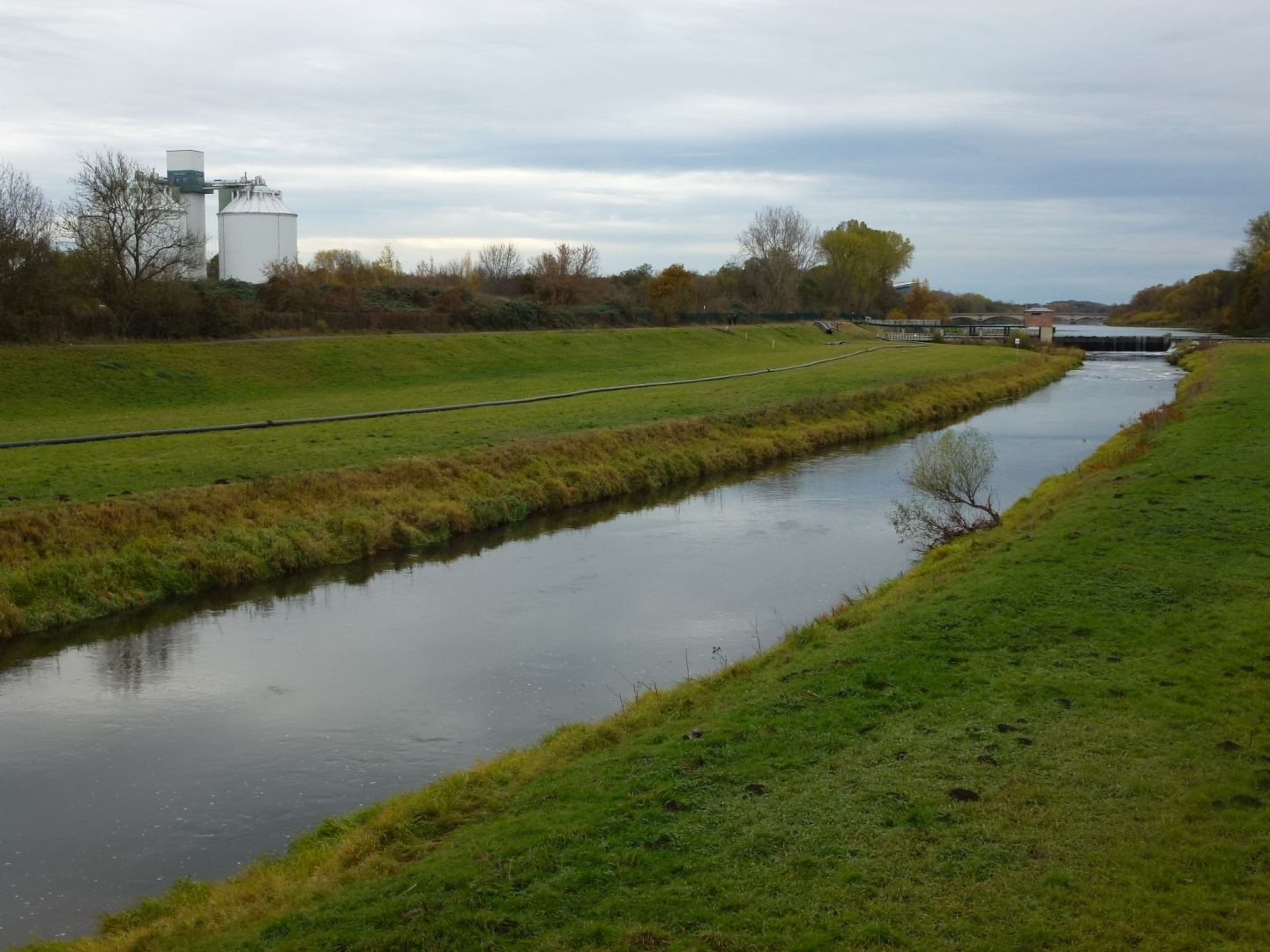
Neue Luppe nach dem Austritt aus dem Elsterbecken, links das Klärwerk Rosental
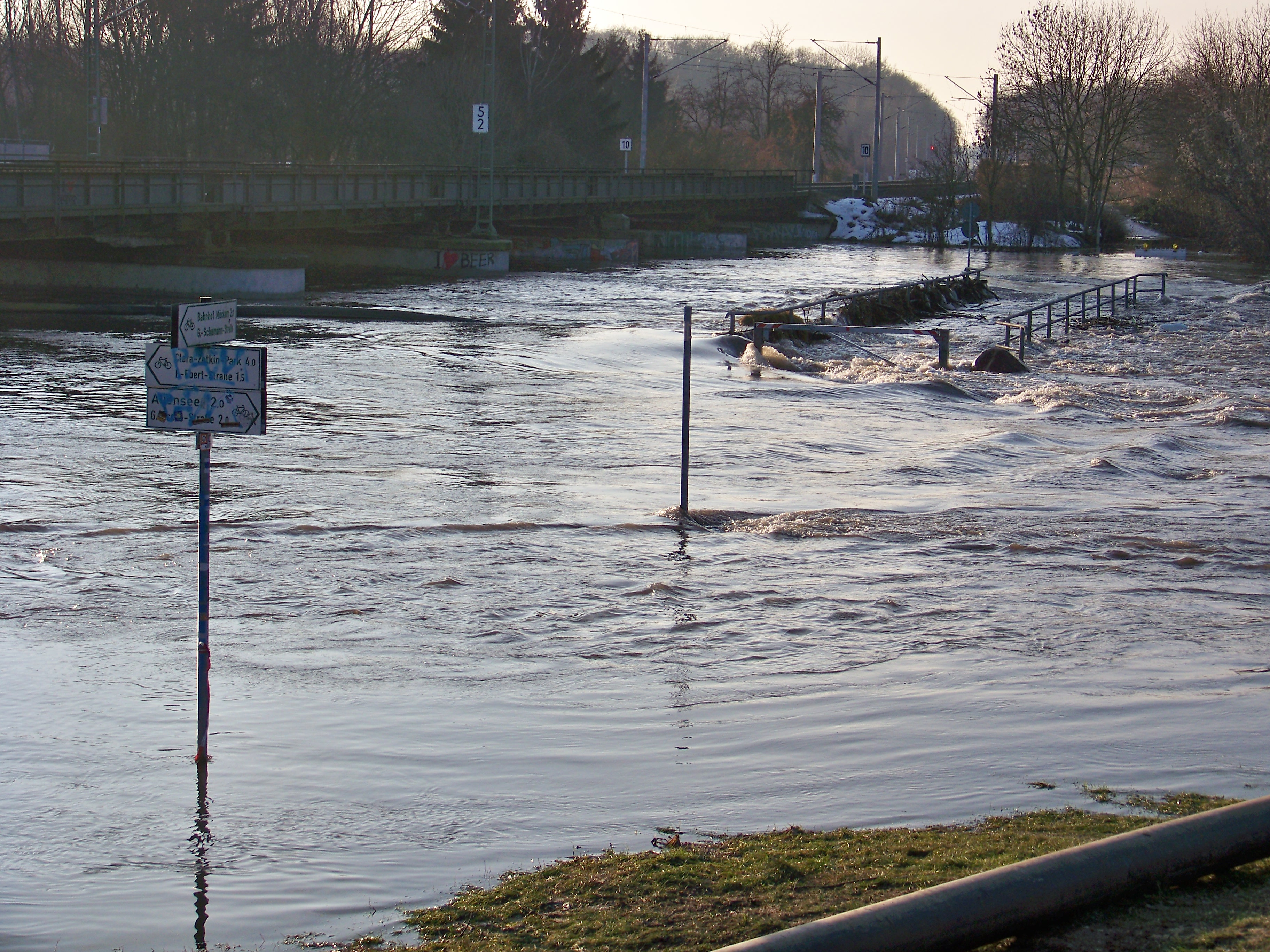
Neue Luppe bei Hochwasser 2011 mit Eisenbahnbrücke
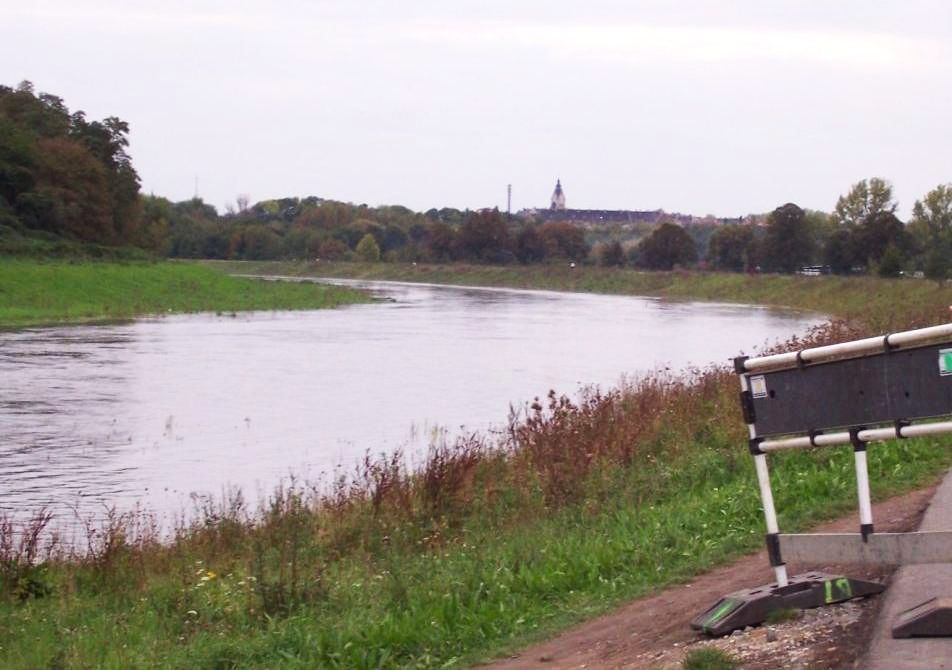
Neue Luppe bei Hochwasser 2007, im Hintergrund das Wahrener Rathaus
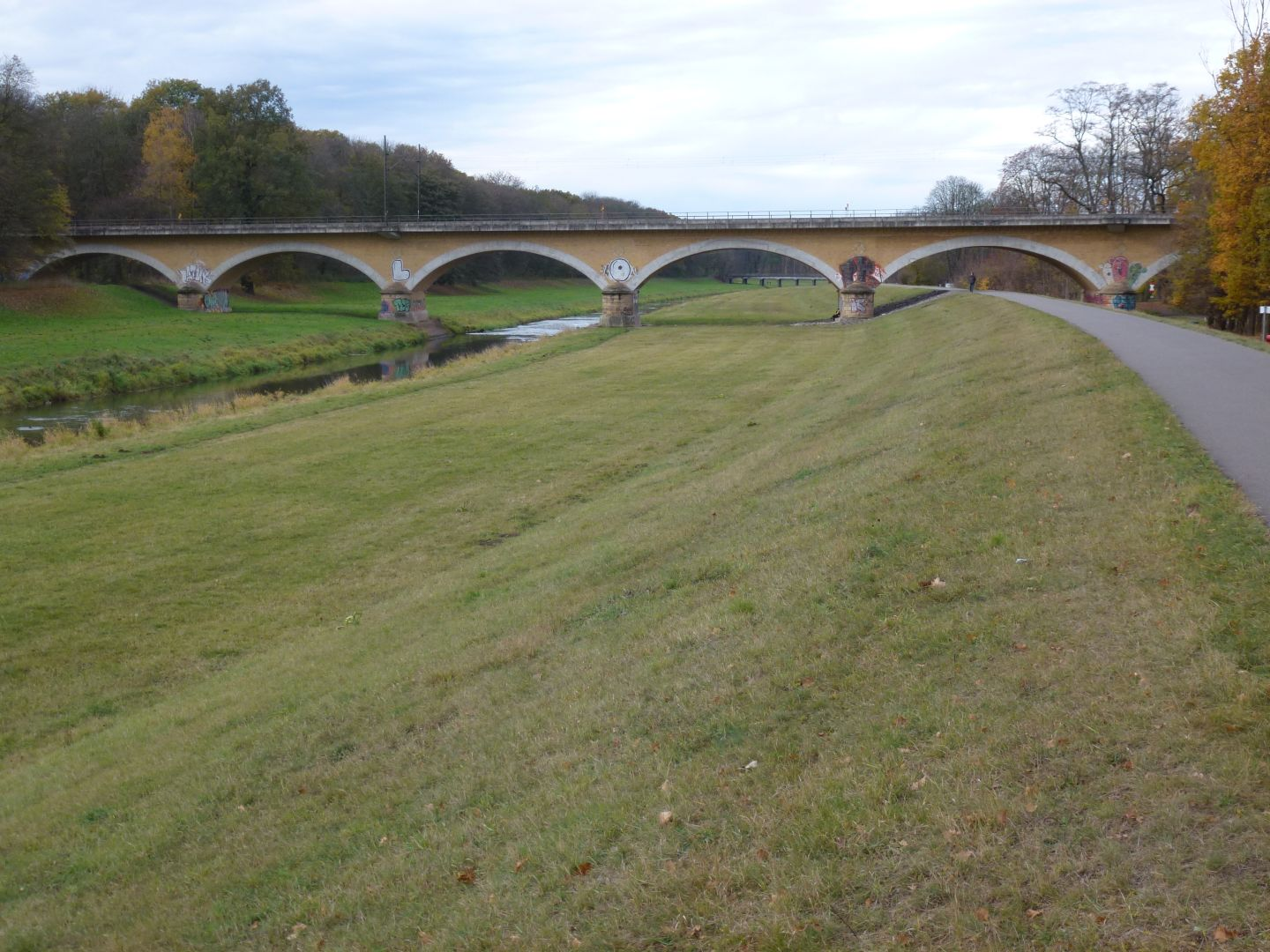
Brücke des Leipziger Güterrings über die Neue Luppe
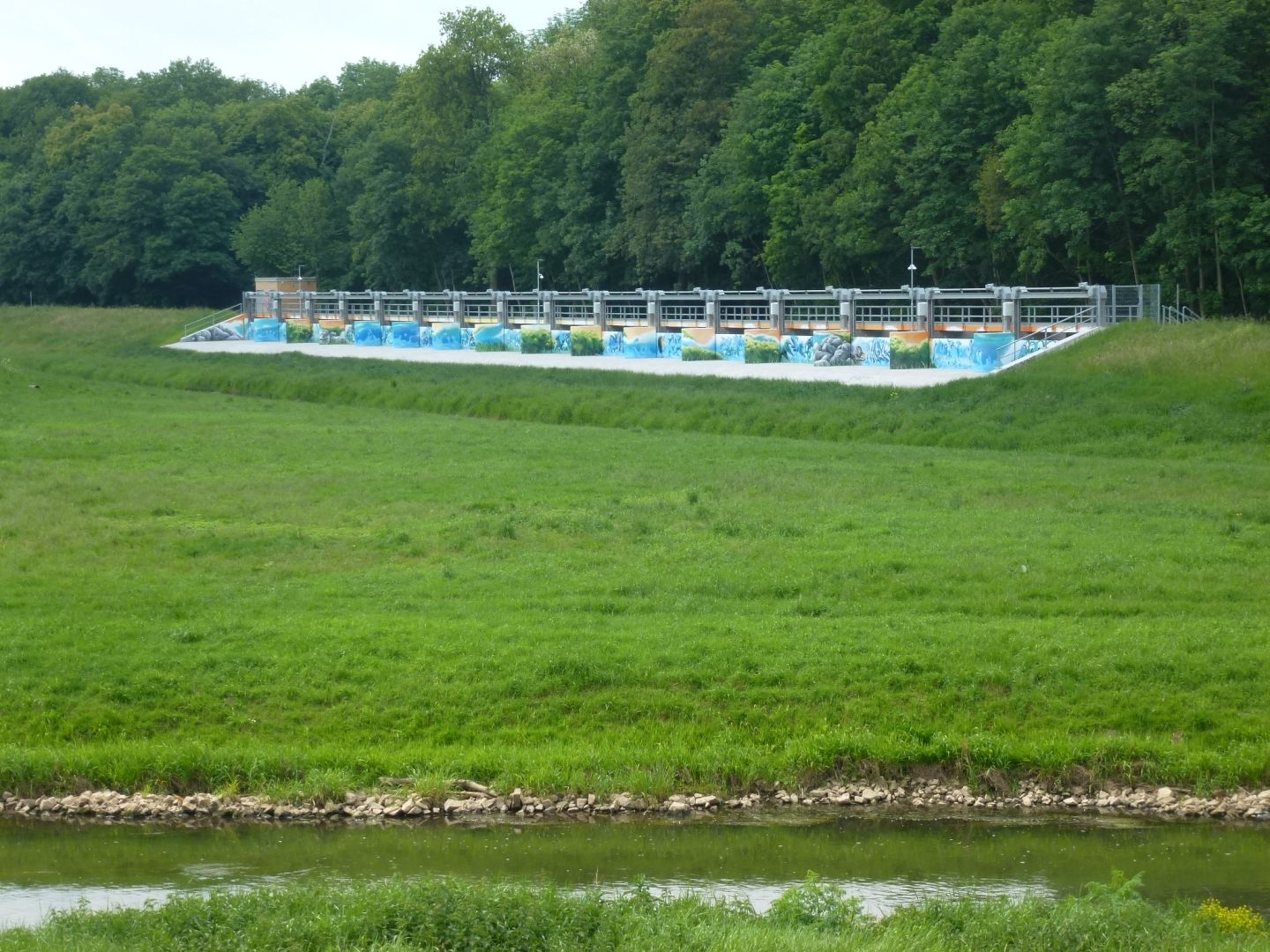
Blick über die Neue Luppe zum neuen Nahleauslassbauwerk
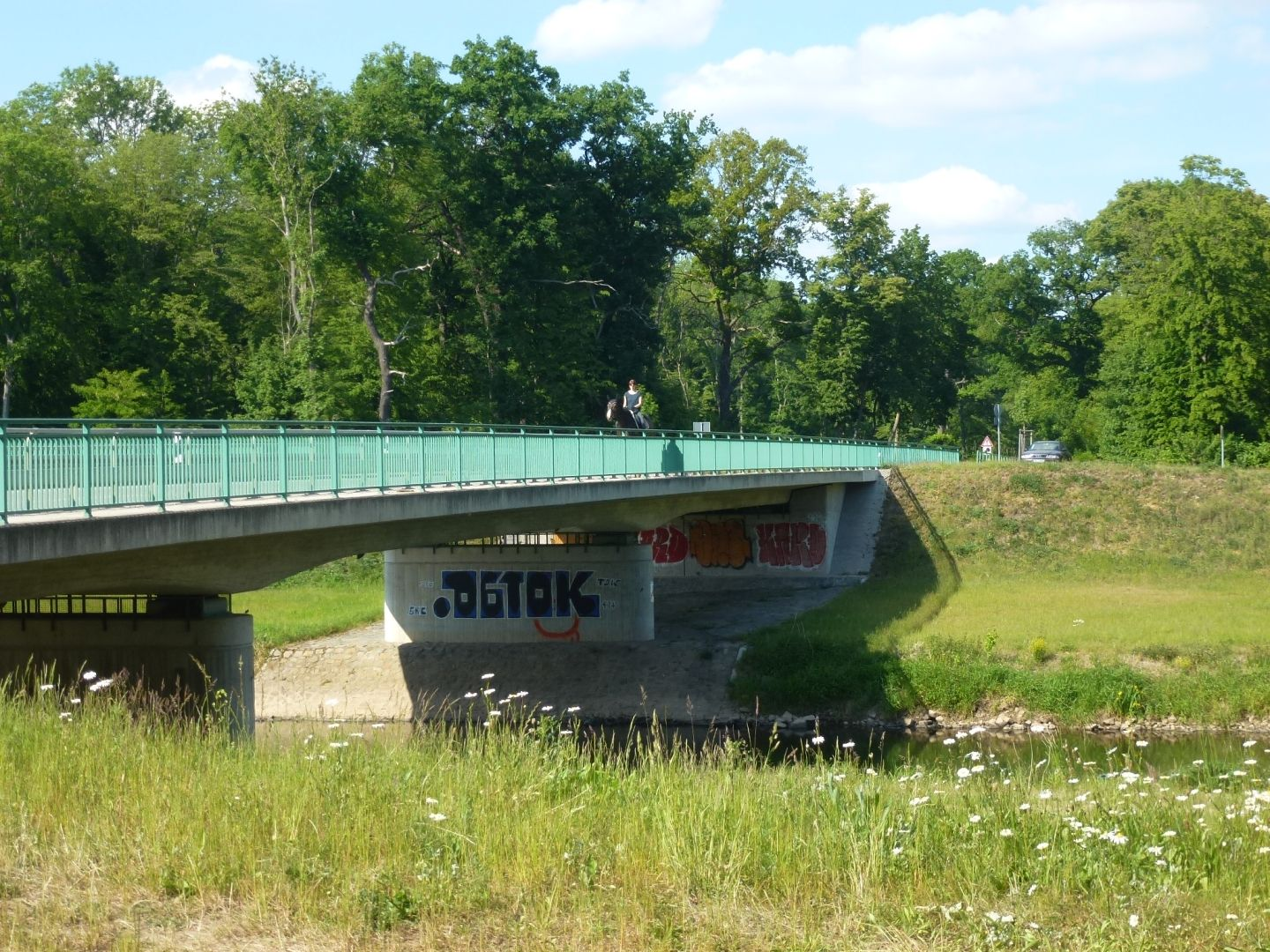
Brücke der B 186 über die Neue Luppe bei Schkeuditz
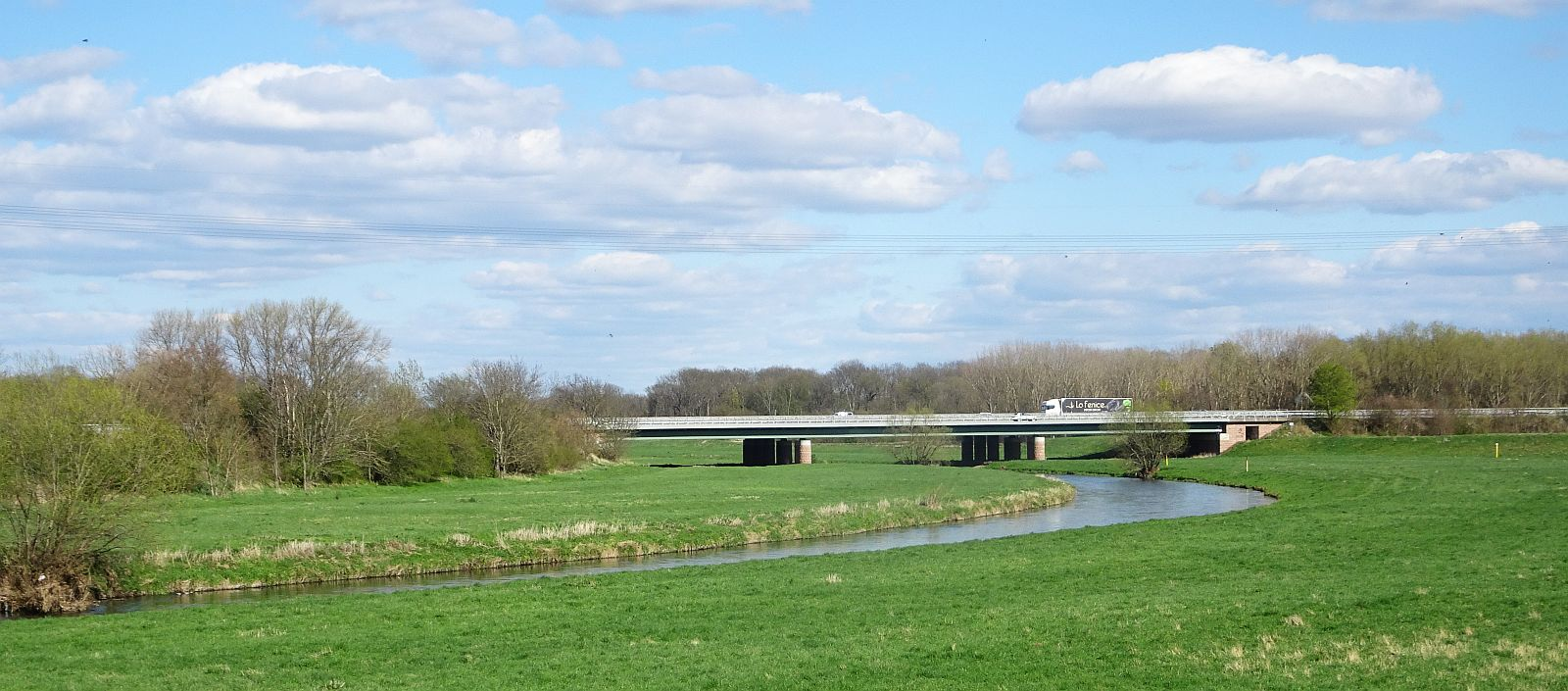
Brücke der Bundesautobahn 9 über die Neue Luppe bei Schkeuditz
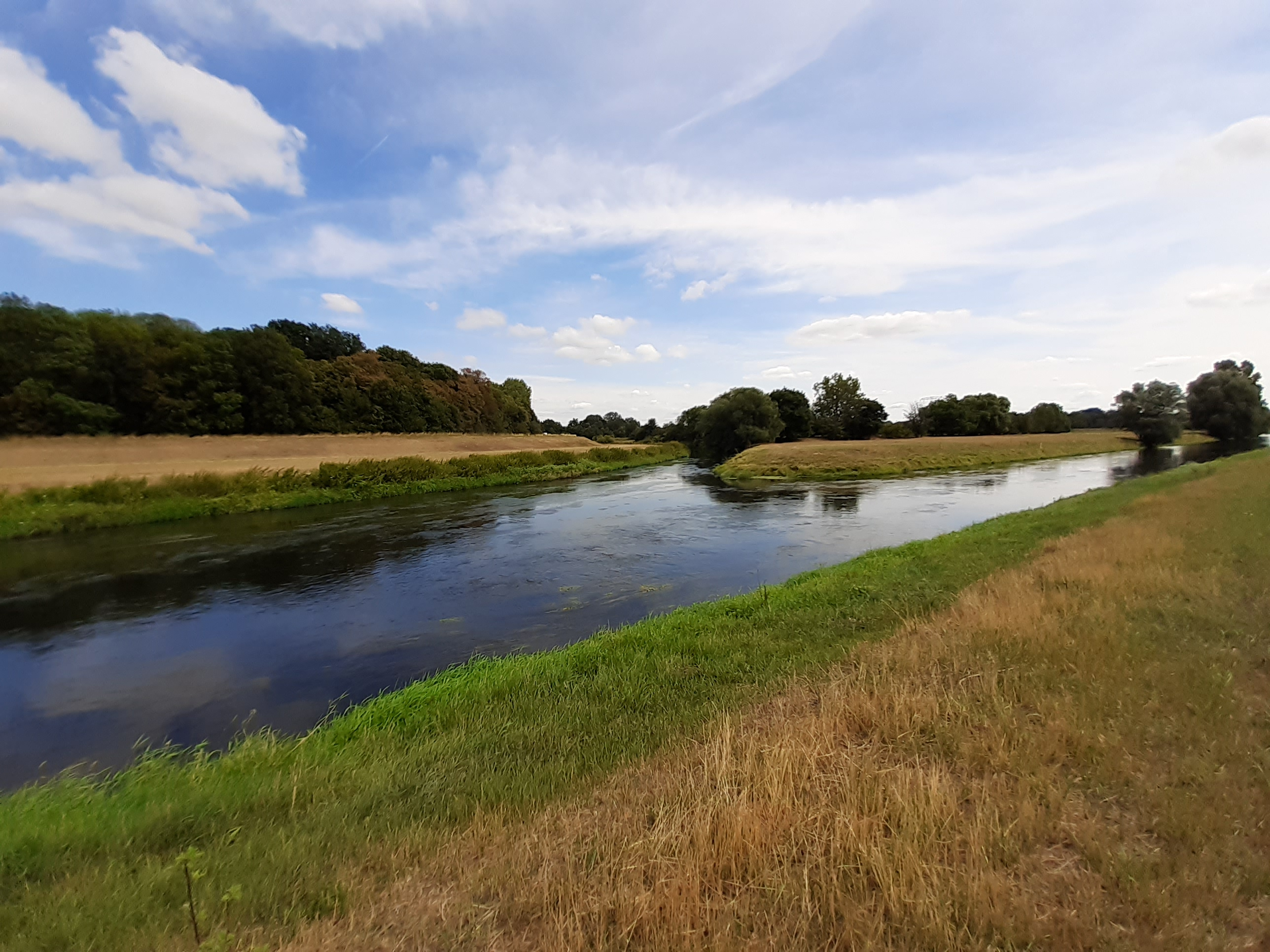
Mündung der Neuen Luppe in die Weiße Elster